# ماکوده
ماکوده (به عربی: ماكودة) یک شهرداری در الجزایر است که در استان تیزی وزو واقع شده‌است.